# Nicolas Sarkozy
Nicolas Paul Stéphane Sárközy Nagy Bócsai, în franceză de Nagy Bócsa, cunoscut ca Nicolas Sarkozy, (n. 28 ianuarie 1955, Paris, Franța) este un politician francez, fost președinte al Franței și coprinț al Andorrei din 16 mai 2007 până la 15 mai 2012.
Sarkozy a fost anterior de două ori ministru de interne al Franței, din 2002 până în 2004 în cabinetul Raffarin, și din 2005 până la 27 martie 2007 în cabinetul de Villepin. Din 28 noiembrie 2004 este președintele partidului neogaullist (de orientare conservatoare) UMP, formațiunea succesoare a partidului RPR, înființat în 1974 de Jacques Chirac.

## Originea și familia
Tatăl său este Nagybócsai Sárközy Pál, provenind dintr-o familie aristocrată ungară din regiunea Szolnok, născut în 1928 la Budapesta, refugiat în 1944 în Franța. Mama sa este Andrée Sárközy, născută Mallah, fiica unui medic evreu sefard originar din Salonic, convertit la catolicism în 1917 cu ocazia căsătoriei cu Adèle Bouvier (1891-1956). Andrée Sárközy este de profesie jurist și a lucrat vreme îndelungată ca avocat, înscrisă fiind în baroul Nanterre. Soții Sárközy au împreună trei copii: Guillaume (n. 1952), Nicolas (n. 1955) și François (n. 1957), pe care i-au botezat în religia catolică. În anul 1959 soții Sárközy au divorțat.

### Căsătoriile și divorțul
Nicolas Sarkozy s-a căsătorit în 1982 cu Marie-Dominique Culioli, fiica unui farmacist, cu care are doi copii: Pierre (n. 1985) și Jean (n. 1987). S-a despărțit de aceasta în 1996 și, după divorțul ce a durat patru luni, în luna octombrie a aceluiași an, s-a căsătorit cu Cécilia Ciganer-Albeniz (bunicul ei din partea tatălui provenind dintr-o familie amestecată din țigani români  - de unde numele de Ciganer - și evrei ruși, strănepoată pe linie maternă a compozitorului Isaac Albéniz). Au împreună un fiu, Louis, născut în 1997. În toamna anului 2005, Cécilia părăsește domiciliul conjugal, în urma unei relații a lui Nicolas Sarkozy cu Anne Fulda, jurnalistă la Le Figaro, provenind dintr-o familie de evrei originari din România. După câteva luni în care apar comentarii savuroase în presa franceză de scandal, căsnicia cu Cécilia se reface.
Pe 2 februarie 2008, se căsătorește cu Carla Bruni. Pe 19 octombrie 2011, Carla Bruni-Sarkozy a născut o fetiță numită Giulia, la clinica Muette din Paris. Nicolas Sarkozy este primul președinte în exercițiu în istoria Republicii franceze care a devenit tată.

## Studiile
Sarkozy a fost înscris la Cours Saint-Louis de Monceau, un liceu catolic privat din Paris, unde se spune că ar fi fost un elev mediocru. A luat examenul de Bacalaureat în 1973 . După terminarea studiilor la Universitatea Paris X-Nanterre a obținut diplome în Drept Public și în Științe Politice. A dobândit o diplomă în Dreptul Privat în 1978.

## Alegerile prezidențiale din 2007

### Primul tur
În primul tur de scrutin, desfășurat pe 22 aprilie, a obținut 31,18% din voturi și s-a clasat astfel pe prima poziție, înaintea candidatei socialiste Ségolène Royal, care a obținut 25,87% din sufragii. Al doilea tur de scrutin a avut loc pe 6 mai.
Nicolas Sarkozy a obținut cel mai bun rezultat în departamentul Alpes-Maritimes, unde a fost votat de 43,59% din alegători (față de 17,9% obținute de contracandidata sa). În Paris a fost preferat de 35% din electori (32% doamna Royal).

### Al doilea tur
În turul al doilea al alegerilor prezidențiale din 2007, desfășurat pe 6 mai, a fost ales președinte al Franței. A obținut 53,1% din voturi și a învins-o astfel pe contracandidata socialistă Ségolène Royal.